# Ронсеко
Ронсеко (итал. Ronsecco) је насеље у Италији у округу Верчели, региону Пијемонт.
Према процени из 2011. у насељу је живело 503 становника. Насеље се налази на надморској висини од 148 м.

## Становништво
Према резултатима пописа становништва 2011. у општини је живело 580 становника.
| 1931. | 1936. | 1951. | 1961. | 1971. | 1981. | 1991. | 2001. | 2011. |
| ----- | ----- | ----- | ----- | ----- | ----- | ----- | ----- | ----- |
| 1.924 | 1.859 | 1.694 | 1.278 | 943   | 742   | 673   | 616   | 580   |